# 北坞嘉园
北坞嘉园位于中华人民共和国北京市海淀区，是一个分东、南、西、北里的小区。该小区始建于2010年，前身是城中村北坞村，有着数百年的历史。如今内部居民部分为原北坞村居民，还有的就是外来人。小区临近北坞公园，距离颐和园约有20分钟（步行）的路程。小区内有健身器材、广场、理发店、饭店(如肯德基，吉野家，星巴克咖啡等)，商店。

## 住宅信息[4]
2024年，根据安居客网站的信息，小区房总价在380~900万人民币不等，单价（每平方米价格）在5~8万元左右。小区住房楼层统一为6层，其中1~5层为平层，6层附带一个小型阁楼。
房间面积在60~110平方米不等。

## 交通和地理位置
该小区交通便利，贴近五环路和四环路。
北坞嘉园南里和西里之间的马路，通469路（海淀五路居地铁站—颐和园西门）和专129路（阜玉路口北—颐和园西门）公共汽车，小区以北不远就是北京地铁西郊线的茶棚站。
小区位于海淀区南部偏西的位置，距离中关村仅8公里，距离北京城区的中心天安门22公里左右。